# Scoparia cembrella
Scoparia cembrella is een vlinder uit de familie van de grasmotten (Crambidae). De wetenschappelijke naam van de soort werd gepubliceerd in 1761 door Carl Linnaeus.